# Битва при Вернёе
Би́тва при Вернёе (фр. bataille de Verneuil, англ. Battle of Verneuil) — сражение, состоявшееся 17 августа 1424 года близ крепости Вернёй в Нормандии между английской и объединённой франко-шотландской армией, в котором англичане одержали уверенную победу. Сражение было одним из самых ожесточённых и кровавых столкновений Столетней войны.

## Предыстория
Начало 1420-х годов было не самым лучшим периодом французской истории. Страна с трудом восстанавливала силы после катастрофического поражения при Азенкуре в 1415 году, в результате которого англичане оккупировали большинство северных провинций. Положение усугубляла не прекращавшаяся война между Бургиньонами и Арманьяками. В 1422 году король Генрих V, регент французского престола, умер в Мо. Его единственный  сын был незамедлительно коронован королём Англии и Франции, но Арманьяки остались лояльными к сыну короля Карла, которого признавали на юге Франции, в связи с чем война продолжилась. В этих непростых условиях Франция, остро нуждавшаяся в подкреплениях, обратилась за помощью к своим давним союзникам шотландцам.
Первый крупный шотландский контингент (6000 воинов) под командованием Джона Стюарта, графа Бьюкена, высадился во Франции в 1419 году и вскоре стал важной и неотъемлемой частью французской армии, великолепно зарекомендовав себя в битве при Боже. Первое серьёзное поражение при Краване в 1423 году значительно пошатнуло боевой дух шотландцев, потерявших в битве многих соотечественников, однако они продолжали представлять собой серьёзную силу.
В начале 1424 года Бьюкен вновь прибыл во Францию, приведя с собой около 6500 воинов. С этим войском во Францию прибыл также лорд Арчибальд Дуглас, один из самых влиятельных шотландских вельмож. 24 апреля 1424 года шотландская армия из 2500 латников и 4000 лучников вступила в Бурж, резиденцию дофина Карла. В августе новая армия выступила на помощь защитникам крепости Ивр близ Ла-Манша, осаждённой английскими войсками герцога Бедфорда. Дуглас, только недавно ставший герцогом Турени, и Бьюкен 4 августа выступили из Тура для соединения с отрядами герцога Алансонского, а также виконта Нарбоннского и графа д’Омаля. Однако Ивр капитулировал до прибытия соединённых франко-шотландских войск.
Командующие пребывали в нерешительности относительно дальнейших действий. Шотландцы и некоторые младшие командиры французской армии настаивали на немедленном сражении. В противовес им виконт Нарбоннский и представители высшего французского командования, не забывая уроков Азенкура, неохотно отзывались на решительные призывы соотечественников и союзников. В конце концов командующие пришли к компромиссу: было решено атаковать пограничные английские крепости в Нормандии, а первый удар должна была принять на себя Вернёй — крепость в западной части региона. Вскоре Вернёй был обманом захвачен французами. 15 августа Бедфорд получил тревожные новости о взятии Вернёя и незамедлительно выступил в поход. Два дня спустя Бедфорд с войсками уже приближался к городу. Решительные шотландцы, позабыв печальный опыт Халидон-Хилла, убедили своих союзников принять бой.

## Диспозиция
Армия выступила на север от Вернёя, выстроившись в боевом порядке утром 17 августа на открытой местности, пересечённой дорогой, ведущей в лес. Слева от дороги расположились спешенные французские латники и арбалетчики виконта Нарбоннского, поддержанные отрядом конницы. Дуглас и Бьюкен во главе спешенных латников стали на правом фланге, усиленном отрядом ломбардских всадников. Целью конницы на флангах было сокрушения английских флангов и прорыв в тыл противника. Авангард выставлен не был. Общее руководство принял на себя граф д’Омаль, однако фактически в такой разобщённой и плохо организованной армии общее руководство боевыми действиями было невозможным. Большинство французов и шотландцев сражалось в пешем строю.
Пройдя через лес, англичане приблизились к противнику и также выстроились для боя. Бедфорд расположил войска сходным образом в обычной для англичан манере: в центре находились спешенные латники, на флангах — лучники. Так же, как и во французской армии, подавляющее большинство воинов Бедфорда сражались пешими. Лучники укрепили свои позиции рядами врытых в землю деревянных кольев. Позади латников расположились пажи с лошадьми, слуги и все те, кто не мог носить оружие. Бедфорд выделил сильный резерв из 2000 стрелков, охранявший обоз. Армия разделилась на два больших отряда. Сам Бедфорд командовал крылом, противостоящим французскому флангу союзной армии, граф Солсбери Томас Монтегю возглавил крыло, расположенное напротив шотландцев.

## Ход битвы
С началом боя обе армии выдвинулись навстречу друг другу. Английские лучники с приближением противника начали вбивать колья в землю, однако сухая почва сильно этому препятствовала, чем незамедлительно воспользовались ломбардские и французские всадники. Бросившись на лучников, конница рассекла их ряды, однако вместо выхода в тыл англичанам прорвалась к английскому обозу. Правый фланг англичан, тем не менее, оказался обнажённым, что создавало большую опасность. В это время латники Бедфорда, не потерявшие самообладание, в яростном натиске фронтальным ударом опрокинули французские войска виконта Нарбоннского. Кровопролитная схватка длилась около 45 минут. Остатки французского отряда виконта в панике бежали к Вернёю, где многие воины утонули во рву, включая самого графа д’Омаля.
Остановив преследование, Бедфорд повернул обратно на поле боя, где шотландцы держали прочную оборону. В это время ломбардские всадники, обойдя войска графа Солсбери, напали на английский обоз, боясь, как бы французским всадникам не досталась вся добыча. Несмотря на свой первоначальный успех, конница столкнулась с сильным сопротивлением стрелков английского резерва. Атака на обоз не имела существенных результатов, хотя ломбардцы перебили часть прислуги и захватили некоторое количество добычи. Вскоре французские, а затем и ломбардские всадники были опрокинуты солдатами английского резерва.
Почувствовав вкус победы, стрелки резерва по собственной инициативе выдвинулись на поле боя и вступили в битву с шотландцами, бросившись на незащищённый правый фланг шотландского построения. Вскоре в тыл шотландцам ударили подоспевшие войска Бедфорда, завершившие окружение и разгром противника. Блестящая победа дорого обошлась англичанам, потерявшим 1600 воинов. Союзники потеряли убитыми около 6000 (по данным Энгеррана де Монреле — 4000-5000) воинов, из которых большинство были шотландцами. Около 200 человек попало в плен.

## Последствия
Шотландцы в этой битве понесли тяжелейшие потери. Графы Дуглас и Бьюкен погибли. Кроме того, погибли почти все французские командиры: граф д’Омаль, виконт Нарбоннский и многие другие. Поражение усугубило и без того непростое положение Франции и способствовало продвижению англичан вглубь французских земель.